# Хирш, Конрад
Конрад Эмануэль Николаус Хирш (швед. Konrad Emanuel Nikolaus Hirsch; 19 мая 1900, Эйдскуг, Хедмарк — 17 ноября 1924, Сурте) — шведский футболист, защитник. Бронзовый призёр летних Олимпийских игр 1924 года.

## Биография
Конрад Хирш родился 19 мая 1900 года в норвежской коммуне Эйдскуг.
Играл в футбол на позиции защитника. До 1924 года играл в чемпионате Швеции за «Венерсборг», после чего перешёл в ГАИС из Гётеборга. В сезоне-1924/25, в котором Хирш сыграл 9 матчей, ГАИС стал чемпионом страны.
В 1924 году сыграл 2 матча за сборную Швеции. Дебютным для Хирша стал товарищеский поединок 18 мая против сборной Польши (5:1).
В 1924 году вошёл в состав сборной Швеции по футболу на летних Олимпийских играх в Париже и завоевал бронзовую медаль. Играл на позиции защитника, участвовал в первом матче за 3-4-е места против Нидерландов (1:1).
Также играл в хоккей с мячом за «Сурте».
Умер 17 ноября 1924 года в шведской коммуне Сурте после недельного заболевания менингитом.

## Достижения

### Командные

#### Швеция
- Бронзовый призёр летних Олимпийских игр (1): 1924.